# Ondona
Ondona es un despoblado que actualmente forma parte del concejo de Gujuli-Ondona, que está situado en el municipio de Urcabustaiz, en la provincia de Álava, País Vasco (España).

## Toponimia
A lo largo de los siglos ha sido conocido también con el nombre de Undona.

## Demografía
| Gráfica de evolución demográfica de Ondona entre 1800 y 2018                      |
|                                                                                   |
| Población de derecho, según los censos de población de la Enciclopedia Auñamendi. |

## Historia
Documentado desde 987, a finales del siglo XX estaba despoblado.
Actualmente sus tierras son conocidas con el topónimo de Ondona.